# Cula Duca

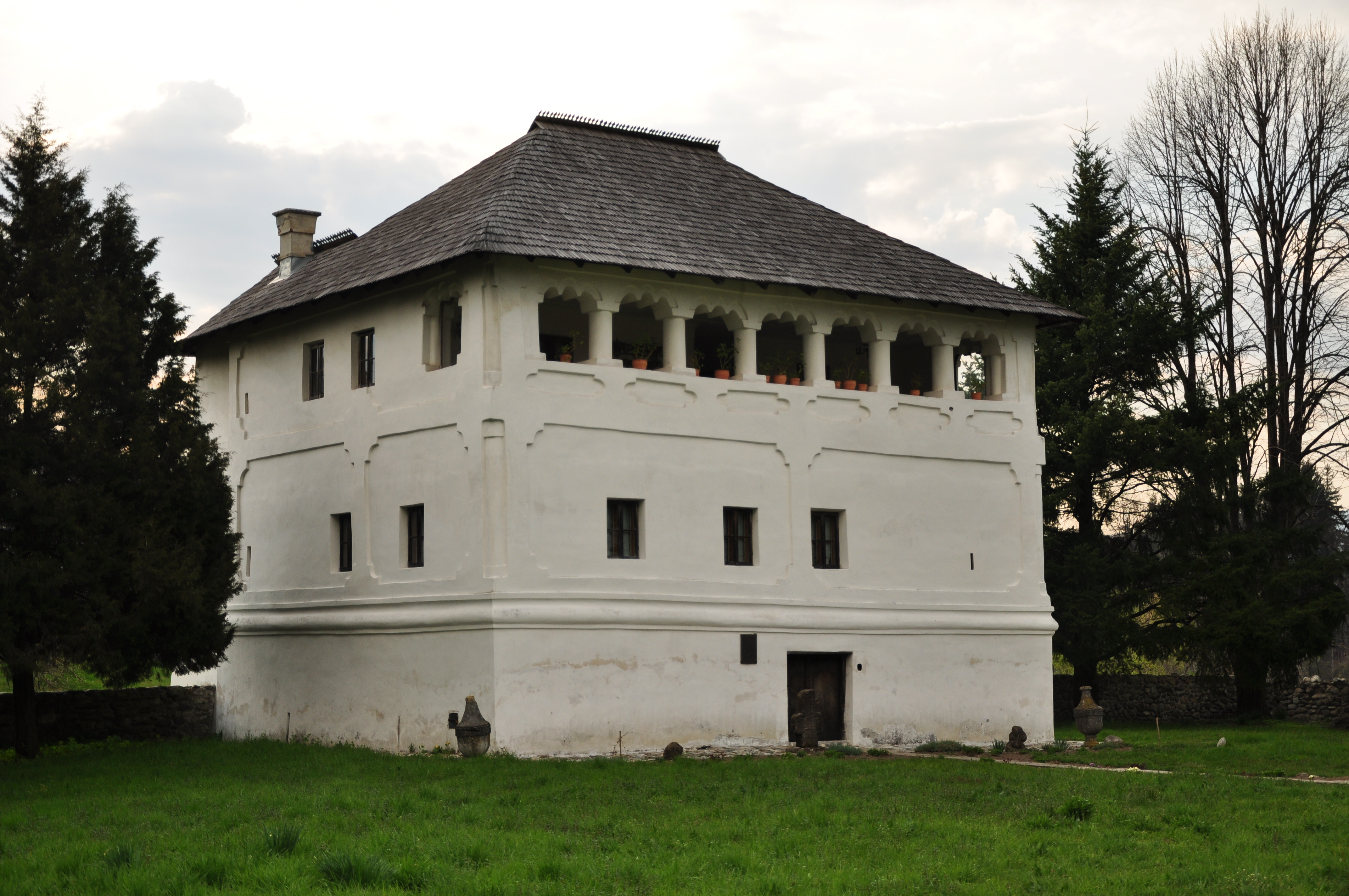
Cula Duca

Cula Duca (Măldărescu), ridicată în perioada 1812-1827, se află, împreună cu Cula Greceanu și Casa Memorială I.G.Duca, în „Complexul Muzeal Măldărești”, din localitatea Măldărești, Vâlcea.
Construită de către Gheorghiță Măldărescu, a fost cumpărată în anul 1910 și amenajată în stil tradițional românesc de către omul politic I.G.Duca.
Cula este declarată monument istoric și înscrisă în Lista monumentelor istorice din județul Vâlcea, sub denumirea „Ansamblul Culei Duca” cu cod LMI VL-II-a-A-09811, constând din „Cula Duca”, cod LMI VL-II-m-A-09811.01 și din „Anexe” , cod LMI VL-II-m-A-09811.02
În perioada anilor 1966-1967 au fost executate lucrări de conservare și restaurare. După restaurare, culele Greceanu și Duca de la Măldărești au fost folosite și ca decoruri pentru turnarea filmelor Neînfricații (serial TV nedifuzat, 1969), Drumul oaselor (1980), Iancu Jianu haiducul (1981) și Trandafirul galben (1982).